# 2. deild 2023
La 2. deild 2022 fue la 48.ª temporada de fútbol de tercer nivel de las Islas Feroe. La temporada comenzó el 1 de abril de 2023 y finalizó el 7 de octubre del mismo año.

## Equipos
1. 07 Vestur II
2. AB II
3. B36 III
4. FC Hoyvík II
5. ÍF II
6. KÍ III
7. MB
8. NSÍ II
9. Royn Hvalba
10. Skála ÍF II
11. FC Suðuroy
12. Víkingur III

## Tabla de posiciones
| Pos. | Equipo       | Pts. | PJ | G  | E | P  | GF | GC | Dif. | Clasificación 2023          |
| ---- | ------------ | ---- | -- | -- | - | -- | -- | -- | ---- | --------------------------- |
| 1    | FC Suðuroy   | 58   | 22 | 18 | 4 | 0  | 94 | 12 | +82  | Ascenso a la 1. deild 2024  |
| 2    | NSÍ II       | 55   | 22 | 18 | 1 | 3  | 83 | 22 | +61  | Ascenso a la 1. deild 2024  |
| 3    | Skála ÍF II  | 45   | 22 | 14 | 3 | 5  | 69 | 41 | +28  |                             |
| 4    | AB II        | 42   | 22 | 13 | 3 | 6  | 67 | 30 | +37  |                             |
| 5    | Víkingur III | 37   | 22 | 12 | 1 | 9  | 49 | 59 | −10  |                             |
| 6    | 07 Vestur II | 32   | 22 | 10 | 2 | 10 | 44 | 48 | −4   |                             |
| 7    | ÍF II        | 31   | 22 | 9  | 4 | 9  | 64 | 53 | +11  |                             |
| 8    | KÍ III       | 28   | 22 | 9  | 1 | 12 | 48 | 58 | −10  |                             |
| 9    | B36 III      | 23   | 22 | 7  | 2 | 13 | 29 | 70 | −41  |                             |
| 10   | Royn Hvalba  | 22   | 22 | 7  | 1 | 14 | 26 | 52 | −26  |                             |
| 11   | MB           | 6    | 22 | 2  | 0 | 20 | 23 | 97 | −74  | Descenso a la 3. deild 2024 |
| 12   | FC Hoyvík II | 5    | 22 | 1  | 2 | 19 | 13 | 67 | −54  | Descenso a la 3. deild 2024 |

Actualizado a los partidos jugados el 7 de octubre de 2023.
 Fuente: Faroe Soccer

## Goleadores
- Actualizado el 7 de octubre de 2023.

| Pos. | Jugador             | Equipo       | Goles |
| ---- | ------------------- | ------------ | ----- |
| 1    | Fríði Holm          | Suðuroy      | 28    |
| 2    | Rúnar Johnsson      | ÍF II        | 26    |
| 3    | Sveinur Justinussen | Víkingur III | 19    |
| 4    | Frank Poulsen       | Skála II     | 17    |
| 5    | Alexander Kilgour   | Suðuroy      | 12    |